# San Marino op het Junior Eurovisiesongfestival 2013

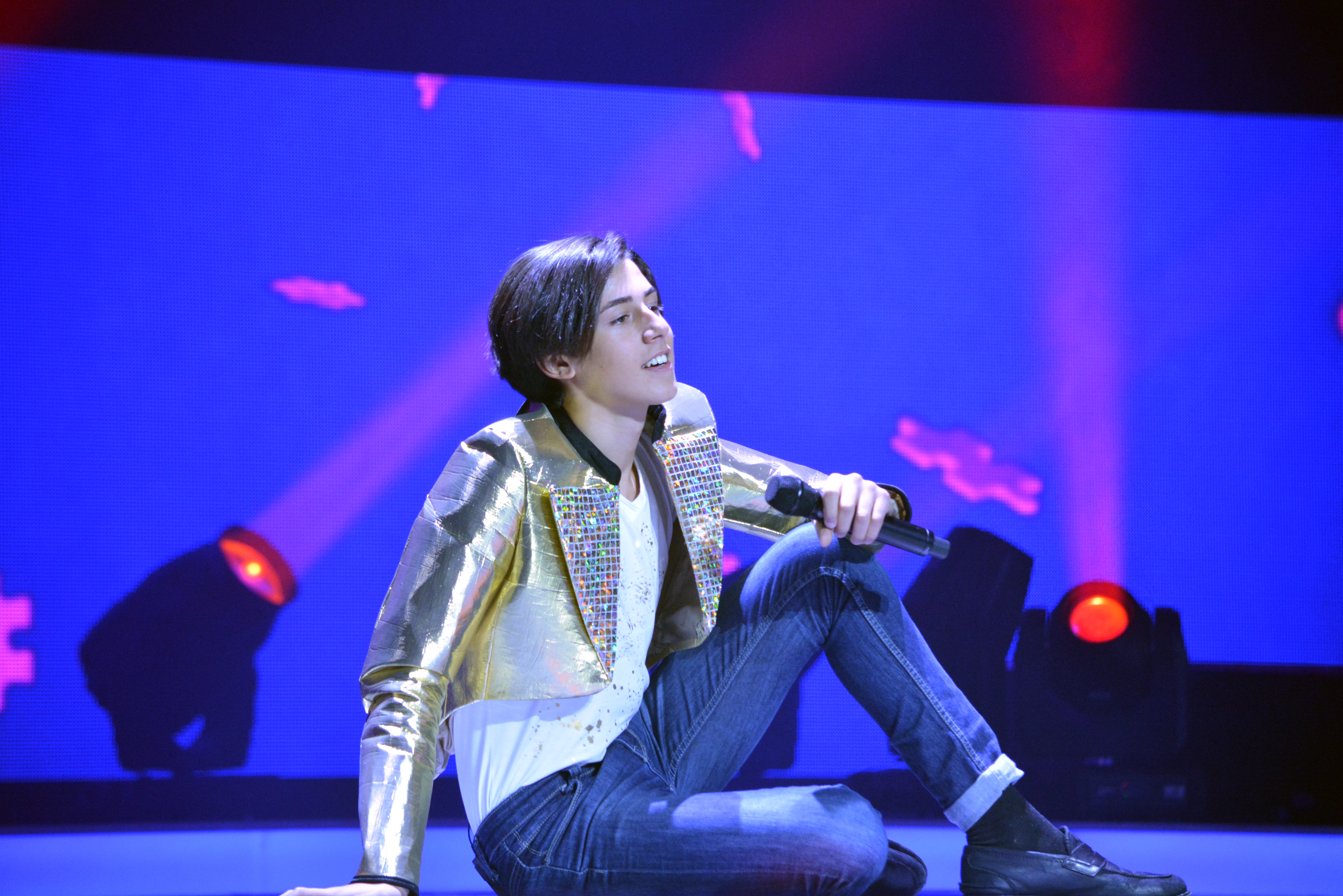
Michele Perniola in Kiev

San Marino nam deel aan het Junior Eurovisiesongfestival 2013 in Kiev, Oekraïne. Het was het debuut van het land op het Junior Eurovisiesongfestival. SMRTV was verantwoordelijk voor de San Marinese bijdrage voor de editie van 2013.

## Selectieprodecure
Op 25 oktober 2013 maakte de San Marinese openbare omroep bekend te zullen debuteren op het Junior Eurovisiesongfestival van dat jaar. Het land had al eerder geprobeerd om deel te nemen, maar faalde steeds, mede doordat de zoektocht naar een geschikte kandidaat moeilijk bleek in het ministaatje. Daarom kreeg het land een uitzondering van de EBU: San Marino mag als enige land een deelnemer selecteren uit het buitenland, zij het enkel uit buurland Italië. Dit gebeurde dan ook: SMRTV koos ervoor Michele Perniola naar Kiev te sturen, en dit met het nummer O-o-o sole intorno a me. Het nummer werd gepresenteerd aan het grote publiek op 31 oktober 2013.

## In Kiev
In Kiev trad San Marino als vierde van twaalf deelnemende landen aan, net na Armenië en gevolgd door Macedonië. Aan het einde van de puntentelling stond Perniola op de tiende plek, met 42 punten.
2013 · 2014 · 2015 · 2016-2023 · 2024
Armenië · Azerbeidzjan · Georgië · Macedonië · Malta · Moldavië · Nederland · Oekraïne · Rusland · San Marino · Wit-Rusland · Zweden